# Дарницкое трамвайное депо
Дарницкое трамвайное ремонтно-эксплуатационное депо (сокращенно ДД, ДТРЭД) —  депо левобережной системы трамвая Киева, которая также эксплуатирует левобережную линию скоростного трамвая. Самое старое трамвайное депо Киева (открыто в 1959 году - 63 года). Адрес: г. Киев, ул. Павла Усенко, 6 50°26′41″ с. ш. 30°37′57″ в. д..

## Маршруты

### Действующие маршруты
| №   | Начальный пункт         | Маршрут                                         | Конечный пункт        | Примечание                                                                         |
| --- | ----------------------- | ----------------------------------------------- | --------------------- | ---------------------------------------------------------------------------------- |
| 4   | станция «Милославская»  | ул. Оноре де Бальзака — ул. Петра Вершигоры     | станция «Троещина-2»  | Роботает по будням в час ПИК.                                                      |
| 5   | ул. Александра Сабурова | ул. Николая Закревского - ул. Оноре де Бальзака | станция «Троещина-2»  | В межПИК до станции "Генерала Ватутина".                                           |
| 8   | ст.м. «Лесная»          | ул. Павла Усенко — ул. Анны Ахматовой           | ст.м. «Позняки»       |                                                                                    |
| 22  | бульв. Перова           | ул. Курнатовского — ул. Бориспольская           | Завод ЖБК             |                                                                                    |
| 23  | бульв. Перова           | ул. Курнатовского - ул. Алматинская             | ДВРЗ                  | Работает только по будням. Закрыт на время проведения реконструкции ул.Алматинской |
| 25  | ст.м. «Позняки»         | ул. Анны Ахмотовой - ул. Бориспольская          | Завод ЖБК             | Работает по будням. Один рейс в день.                                              |
| 28  | ст.м. «Лесная»          | ул. Курнатовского - ул. Николая Закревского     | ул. Милославская      |                                                                                    |
| 28д | Завод ЖБК               | ул. Бориспольская - ул. Николая Закревского     | ул. Милославская      | Спецрейсы маршрута №28. Два отправления в день.                                    |
| 29  | ст.м. «Лесная»          | ул. Павла Усенко — ул. Славгородская            | ст.м. «Бориспольская» |                                                                                    |
| 32  | ст.м. «Лесная»          | ул. Павла Усенко - ул. Алматинская              | ДВРЗ                  | Закрыт на время проведения реконструкции ул.Алматинской                            |
| 33  | ул. Александра Сабурова | ул. Николая Закревского — ул. Алматинская       | ДВРЗ                  | Закрыт на время проведения реконструкции ул.Алматинской                            |
| 33к | ул. Александра Сабурова | ул. Николая Закревского - ул. Гната Хоткевича   | Дарницкое ТРЭД        | Работает на время проведения реконструкции ул. Алматинской                         |
| 35  | ст.м. «Лесная»          | ул. Курнатовского - ул. Николая Закревского     | Улица Сабурова        |                                                                                    |

### Маршруты скоростного трамвая
|  |  |

|  |  |

|  |

|  |

|  |

|  |

|  |

|  |

|  |  |  |

|  |

|  |

|  |

|  |

|  |

|  |

|  |  |  |

|  |

|  |

|  |

|  |

|  |

|  |

|  |  |  |

|  |

|  |

|  |

|  |

|  |

|  |

|  |  |  |

|  |

|  |

|  |

|  |

|  |

|  |

|  |

|  |

|  |

|  |

|  |

|  |

|  |

|  |  |  |

|  |

|  |

|  |

|  |

|  |

|  |

|  |

|  |

|  |

|  |

|  |

|  |

|  |

|  |  |  |

|  |

|  |

|  |

|  |

|  |

|  |

|  |

|  |

|  |

|  |

|  |

|  |

|  |

|  |  |  |

|  |

|  |

|  |

|  |

|  |

|  |

|  |

|  |

|  |

|  |

|  |

|  |

|  |

|  |  |  |

### Маршруты, которые отменены[4]
| №  | Начальный пункт | Конечный пункт       | Примечание           |
| -- | --------------- | -------------------- | -------------------- |
| 21 | бульв. Перова   | Контрактовая площадь | Отменён (09.06.2004) |
| 26 | ст.м. «Лесная»  | Харьковский массив   | Отменён (17.09.2004) |
| 27 | ст.м. «Лесная»  | Контрактовая площадь | Отменён (09.06.2004) |
| 31 | Завод ЖБК       | Контрактовая площадь | Отменён (09.06.2004) |

## История

### Общая история

#### Маршруты от1 января1950 года
- 1955 год Начало эксплуатации трамваев марки МТВ-82
- 16 октября 1955 года введена новая линия по Диагональной улице (ныне просп. Юрия Гагарина) «КП — пос. Шелкостроя (Дарница)», продлён маршрут № 28 «Почтовая площ. — пос. Шелкостроя (Дарница)».
- 14 февраля 1956 года продлена линия от пос. Шелкостроя до Шелкокомбината (сейчас — станция метро «Лесная»), продлён маршрут № 28.
- 1 июля 1956 года пущен новый маршрут № 29 «Почтовая площ. — Ленинградская площ.».
- 30 апреля 1957 года введена новая линия «КП — Дарницкий вокзал» по Харьковскому шоссе и ул. Привокзальной, продлён маршрут № 29 «Почтовая площ. — Дарница (Вокзал)».
- 1 июня 1957 года маршрут № 28 продлён от Почтовой площ. до Красной площ. «Красная площ. — Дарница (Шелкострой)».
- 26 октября 1957 года пущен маршрут № 22 «Дарницкий вокзал — ДШК (Дарницкий шелкострой)».
- 22 декабря 1957 года введена новая линия «Дарницкий вокзал — ЗЖБК», продлён маршрут № 29 «Почтовая площ. — ЗЖБК».
- 7 февраля 1958 года маршрут № 22 продлён до ЗЖБК «Дарницкий шелкострой — ЗЖБК».
- 1 февраля — 1 марта 1959 года — время работы нового маршрута № 31 «Красная площ. — ул. Полесская (Рембаза ЗЖБК)».
- 1 октября 1959 года восстановлен маршрут № 31 «Красная площ. — ул. Полесская (Рембаза ЗЖБК)».
- 5 ноября 1959 года введена новая линия «КП — ДВРЗ», пущены маршруты:
  - 32 Красная площ. — ДВРЗ
  - 33 Дарницкий шелкострой (ДШК) — ДВРЗ

#### Маршруты от1 января1960 года
- 1 февраля 1960 года закрыт маршрут № 29 «Почтовая площ. — Набережное шоссе — ул. Полесская (Рембаза ЗЖБК)», маршрут № 32 укорочен от Красной площ. до Почтовой площ.: «Почтовая площ. — ДВРЗ».
- 9 ноября (по другим данным, 5 ноября) 1960 года введена новая линия «Дарницкий вокзал — Дарницкая больница», пущен маршрут № 29 «Дарницкий шелкострой (ДШК) — Дарницкая больница».
- 1 мая 1961 года пущен маршрут № 28к «Красная площ. — Ленинградская площ.», маршрут № 32 возвращён к Красной площ.: «Красная площ. — ДВРЗ».
- 1962 год Начало эксплуатации трамваев марки РВЗ-6
- 1 июня 1962 года пущен новый маршрут № 27 «Бессарабка — Ленинградская площ.»
- 11 июня 1962 года продлён маршрут № 27 от Ленинградской площ. до Дарницкого шёлкового комбината (ДШК; сейчас — станция метро «Лесная»): «Бессарабка — ДШК (Дарницкий шёлковый комбинат)».
- 5 ноября 1963 года введена новая линия «ул. Диагональная (сейчас — просп. Юрия Гагарина) — Воскресенский массив (ул. Стальского)», пущен новый маршрут № 21 «Воскресенский массив (ул. С. Стальского) — Красная площ.».
- 13 января (по другим данным, 18 января) 1964 года маршрут № 22 перенаправлен «Воскресенский массив (ул. С. Стальского) — Рембаза».
- 1 июля — 8 июля 1964 года в связи с ремонтом моста Патона временно закрыты маршруты № 21, № 27, № 28, № 31, № 32 (маршрут № 21 восстановлен только 25 июля 1964 года).
- 8 августа 1964 года пущен короткий маршрут № 28к «Красная площ. — Ленинградская площ.».
- 1 сентября 1964 года маршрут № 27 перенаправлен: «Воскресенский массив (ул. С. Стальского) — Дворец Спорта».
- 1964 год Конец эксплуатации трамваев марки РВЗ-6
- 1964 год Начало эксплуатации трамваев марки Tatra T3SU двухдверная
- 5 ноября 1965 года — 8 октября 1968 года — работа временной линии по ул. Попудренко от ул. Красногвардейская до станции метро «Дарница». Разобрана после введения в действие станции метро «Комсомольская» (сейчас — «Черниговская»). На временную линию направлен маршрут № 29 «Станция метро „Дарница“ — Красный Хутор» и маршрут № 33 «Станция метро „Дарница“ — ул. Рогозовская (ДВРЗ)», а также пущен новый маршрут № 34 «Станция метро „Дарница“ — Воскресенский массив (ул. С. Стальского)».
- 1966 год Начало эксплуатации трамваев марки Tatra T2SU
- 8 октября 1968 года закрыта временная линия до станции метро «Дарница», маршруты № 29 и № 33 перемещены со станции метро «Дарница» на ул. Миропольскую (позже — ул. Комсомольская, сейчас остановка «просп. А. Навои»), маршрут № 34 «ул. Сосюры — Воскресенский массив (ул. С. Стальского)».
- 12 октября — 9 декабря 1968 года временно удлинён маршрут № 33 от ул. Миропольской до Воскресенского массива: «Воскресенский массив (ул. С. Стальского) — ул. Рогозовская (ДВРЗ)».

#### Маршруты от1 января1970 года
- 1 декабря 1970 года введена новая линия от просп. Воссоединения до ул. Энтузиастов (массив «Березняки»), пущены новые маршруты, изменён маршрут № 34 «Быткомбинат (массив „Березняки“) — Красная площ.», пущен новый маршрут № 35 «Быткомбинат (массив „Березняки“) — Бессарабка (Дворец Спорта)».
- 10 февраля — 1 октября 1970 года в связи со строительством перехода на ул. Красноткацкой временно закрыт маршрут № 28.
- 2 октября 1972 года произошёл перенос трамвайных путей с улицы Жданова на улицу Братскую на Подоле (в связи со строительством метро), изменено движение трамваев маршрута № 31.
- 1978 год Начало эксплуатации трамваев марки Tatra T3SU
- 31 октября 1978 года закрыт маршрут № 28.
- 6 декабря 1979 года маршрут № 29 перенесен с ул. Миропольской к станции метро «Пионерская» (сейчас — «Лесная»).

#### Маршруты от1 января1980 года
- В 1981 году закрыт короткий маршрут № 21к.
- 5 ноября 1982 года введена новая линия «ул. Стальского (Воскресенский массив) — ул. Кибальчича», продлён маршрут № 33 от ул. Комсомольской (Воскресенский массив) до ул. Кибальчича.
- 1 марта 1983 года продлён маршрут № 21 от бульв. А. Перова до ул. А. Кибальчича «Красная площ. — ул. А. Кибальчича».
- 1 июля 1985 года в связи с закрытием маршрута № 30 продлён маршрут № 35 от Дворца Спорта до вокзала: «Быткомбинат (Березняки) — Вокзал».
- 1985 год Начало эксплуатации трамваев марки Tatra T6B5
- 1 июля 1985 года — 16 ноября 1986 года временно сокращены от Красной площ. до бульв. Дружбы Народов маршруты № 21 «бульв. Дружбы Народов — ул. Кибальчича». № 31 и № 32. а маршрут № 34 временно закрыт.
- 6 ноября 1986 года введена новая линия «ул. Кибальчича — ул. Сабурова» (массив Вигуровщина-Троещина), пущен новый маршрут № 28 «станция метро „Пионерская“ — ул. Сабурова».
- 30 декабря 1987 года введена новая линия «ул. Славгородская — Харьковский массив (ул. Ревуцкого)», сюда пущен новый маршрут
- № 26 «станция метро „Лесная“ — Харьковский массив».
- 5 октября 1988 года пущен новый маршрут № 25 «Харьковский массив — ЗЖБК».

#### Маршруты от1 января1990 года
- 30 мая — 3 июня 1991 года временно закрыт маршрут № 27.
- 1 июля 1992 года введены новые пути вокруг Дарницкого депо по ул. Азербайджанской и ул. Червоногвардейской, а 2 июля пущен новый маршрут № 23 «ул. Комсомольская (сейчас — ул. Миропольская, позже — просп. А. Навои) — ДВРЗ».
- 10 июля — 16 августа 1992 года временно закрыт маршрут № 34 «ул. Энтузиастов — Красная площ.».
- 1 января 1993 года в часы пик маршрут № 33 продлён до ул. Сабурова.
- 1 января 1994 года маршрут № 32 укорочен от Красной площ. до ул. Сосюры: «ДВРЗ — ул. Сосюры».
- 1994 год Начало эксплуатации трамваев марки Татра-Юг T6B5 (Бортовые номера: 100, 101)
- 1 сентября 1994 года новой конечной маршрута № 35 «Быткомбинат (Березняки) — Вокзал» стала ул. Старовокзальная: «Быткомбинат (Березняки) — ул. Старовокзальная».
- 30 декабря 1994 года введение новой линии «ул. Сабурова — ул. Милославская», продлён маршрут № 28 «ул. Милославская — станция метро „Лесная“».
- 1 января 1995 года закрыт маршрут № 35 «Быткомбинат (Березняки) — ул. Старовокзальная».
- 1 апреля 1995 года к старой конечной маршрута № 28 («ул. А. Сабурова») пущен новый маршрут № 28к «ул. А. Сабурова — станция метро „Лесная“».
- 1 апреля 1995 года к старой конечной маршрута № 28 («ул. А. Сабурова») пущен новый маршрут № 28к «ул. А. Сабурова — станция метро „Лесная“».
- 1 марта 1998 года маршрут № 28к переименован в новый маршрут № 35 «ул. А. Сабурова — станция метро „Лесная“».
- 26 марта 1998 года введение новой линии «Харьковский массив (ул. Ревуцкого) — станция метро „Позняки“» по ул. А. Ахматовой и просп. Григоренко, пущен маршрут № 8 «Дарницкий вокзал — станция метро „Позняки“».
- 1 сентября — 1 декабря 1998 года маршрут № 22 временно перенаправлен к Харьковскому массиву: «бул. А. Перова — Харьковский массив».
- 1 октября 1998 года закрыто движение «Дворец Спорта — Печерск — Мост имени Патона», в связи с чем маршрут № 27 перенаправлен с «Дворец Спорта — бул. А. Перова» на «Контрактовая площ. — ул. Сосюры».
- 1 декабря 1998 года маршрут № 27 продлён от ул. Сосюры до станции метро «Лесная»: «Контрактовая площ. — станция метро „Лесная“».

#### Маршруты от1 января2000 года
- 1 марта 2000 года пущен новый маршрут № 22к «Дарницкий вокзал — ЗЖБИ», а маршрут № 32 продлён от ул. Сосюры до станции метро «Лесная»: «ДВРЗ — станция метро „Лесная“».
- 1 января 2003 года закрыт маршрут № 34 «Контрактовая площ. — ул. Энтузиастов (Березняки)».
- 9 июня 2004 года закрыто движение по мосту имени Патона, просп. Воссоединения до Ленинградской площ. Таким образом трамвайная сеть города была разорвана на две независимые системы, закрыты маршруты:
  - 21 Контрактовая площ. — бул. А. Перова
  - 27 Контрактовая площ. — станция метро «Лесная»
  - 31 Контрактовая площ. — ЗЖБК

- 1 июля 2004 года в связи со строительством нового Дарницкого вокзала и предстоящим демонтажем трамвайного кольца маршрут № 8 продлен от Дарницкого вокзала до Ленинградской площ.: «Ленинградская площ. — станция метро „Позняки“». 2004 год Начало эксплуатации трамваев марки Tatra T3R.P
- 14 июля 2004 года в связи со строительством нового Дарницкого вокзала и демонтажем трамвайного кольца закрыт маршрут № 22к «Дарницкий вокзал — ЗЖБК». 17 сентября 2004 года закрыто движение по ул. Сосюры и просп. Юрия Гагарина до ул. Сергиенко, в связи с чем маршруты № 8, № 22, № 32 и № 33 в районе Ленинградской площ. запущены по трассе «ул. Сергиенко — ул. Усенко — просп. Ю. Гагарина». Маршрут № 8 продлен от Ленинградской площ. до станции метро «Лесная», закрыт маршрут № 26 «станция метро „Лесная“ — Харьковский массив».
- 22-25 октября 2004 года закрыто движение по просп. Юрия Гагарина с переносом на ул. Сергиенко, Павла Усенко и Красногвардейскую. Продлением до станции метро «Лесная» маршрута № 32. Временная работа маршрутов № 22к "Бульвар Перова — ст. М «Лесная» и № 33к «Ул. Кибальчича — ст. М „Лесная“».
- 28—30 октября 2006 года закрыто движение по Дарницкому мосту, приостановлено движение маршрутов № 8, № 22 и № 29, временная работа маршрута № 29к «Красный Хутор — ЗЖБК». Линию по Дарницкому мосту сделали односторонней. 1 января 2009 года закрыт маршрут № 32 «ДВРЗ — станция метро „Лесная“».

#### Маршруты от1 января2010 года
- Январь 2011 года — продление маршрута 23 от кольца «Проспект Алишера Навои» до конечной «Бульвар Перова».
- 2012 год Начало эксплуатации трамваев марки Tatra T3 и T3UA-3
- 24 октября 2012 года — восстановлено движение Левобережного скоростного трамвая по ул. Оноре де Бальзака. Введены новые маршруты:

1. №4 - Ж/д станция "Троещина-2"- ст. "Милославская"
2. №5 - Ж/д станция "Троещина-2"- улица Сабурова

- С 2018 года связи с реконструкцией ул. Алматинской временно закрыты маршруты № 23, 32, 33, пущены временные автобусные маршруты:

1. №33т - ст. м. «Черниговская» — ДВРЗ
2. №33тк - Дарницкая пл. — ДВРЗ

#### Маршруты от1 января2020 года
- 23 марта 2020 года в связи с пандемией COVID-19 приостановлена работа всех маршрутов, за исключением маршрута № 22, а также пущен маршрут № 28д «ст. "Генерала Ватутина" — станция метро "Позняки"». Проезд в этих маршрутах осуществляется только для отдельных категорий граждан и при наличии спецпропусков, документов, удостоверяющих личность и средств индивидуальной защиты.
- 23 мая 2020 года возобновлена работа всех маршрутов в обычном режиме.
- 16 октября 2020 года начало эксплуатации трамваев модели PESA 71-414К на левом берегу.
- 28 октября 2020 года на реконструкцию трамвайных путей был закрыт участок от станции метро Лесная до проспекта Гагарина, из-за этого были внесены изменения в трамвайных маршрутах левого берега.

№ 8 станция метро Позняки - бульвар Перова
№ 28 Дарницкое трамвайное депо - улица Милославская
№ 29 проспект Алишера Навои - станция метро Бориспольская
А маршрут № 35 временно закрыт. Из-за закрытия движения по улице Попудренка и проспекта Гагарина был открыт временный автобусный маршрут № 28Т станция метро Лесная - станция метро Черниговская

### История скоростного трамвая на Троещине
Линия Левобережного скоростного трамвая возникла ещё во времена СССР. Она должна была пройти параллельно Днепру от массива Троещина по улице Оноре де Бальзака, параллельно железной дороге до ст. м. «Левобережная», а затем в перспективе до ст. м. «Позняки». В 1993 году начались работы над сооружением. В строительстве предполагалось построение СТО и 10 станций с посадочными платформами: Милославская, Олександры Экстер, Сержа Лифаря, Рональда Рейгана, Каштановая, Романа Шухевича, Райдужный, Огородняя и Киев-Днепровский с выходами к платформам пригородных электропоездов и Левобережная с выходом на ст. м. «Левобережная». С задержкой финансирования темпы замедлились. В 1999 году по указу КГГА линия должна была быть доработана до 24 августа 2000 года. В связи с этим первая очередь трамвая сократилась в два раза, то есть до станции Генерала Ватутина (ныне Романа Шухевича). После открытия работы приостановились, а для увеличения пассажиропотока маршрут продлили до конечной остановки Улица Александра Сабурова (ныне ул. Сержа Лифаря). На начало 2009 года маршрут № 2 был закрыт, а линию планировалось разобрать и заменить наземной линией метро.
Впоследствии при запуске Городской кольцевой электрички власть решила возобновить Левобережный скоростной трамвай. 21 ноября 2011 года было подписано распоряжение о продлении левобережного скоростного трамвая и соединения с Городской кольцевой электричкой. В конце 2011 года начались работы по сносу домов в Воскресенских садах, а впоследствии строительство новых станций и ремонта старых. После открытия линии 24 октября 2012 года были открыты такие маршруты:
- № 5: улица Сержа Лифаря — станция «Райдужный»;
- № 4: станция «Милославская» — станция «Райдужный» (работает лишь по будням в пиковые часы).

## Подвижной состав
На сегодняшний день подвижной состав депо представлен 220 вагонами различных моделей.

### Эксплуатируемые модели вагонов[5]
- Tatra T3;
  - Tatra T3;
  - TatraT3SU;
  - Tatra T3SUCS;
- Tatra T6;
  - Tatra T6B5SU;
  - Tatra T6A5;
- Татра-Юг Т6Б5;
- К-1;
- К-1М;
- K-1M6
- T3UA-3;
- KT3UA;
- Богдан TR843.
- Pesa 71-414K

### Модели вагонов выведенные из эксплуатации
- Tatra T2SU;
- Конка;
- Пульман;
- РВЗ-6.

## Данные маршрутов
| №  | Протяжность в обороте | В одну сторону | Кол-во остановок в обороте | Время проезда | Примечания                                 |
| -- | --------------------- | -------------- | -------------------------- | ------------- | ------------------------------------------ |
| 4  | 14 км                 | 7 км           | 14                         | 15 мин        | Работает только в будние                   |
| 5  |                       |                |                            |               |                                            |
| 8  | 22,6 км               | 11,3 км        | 51                         | 48 мин        |                                            |
| 22 | 25,5 км               | 12,57 км       | 54                         | 54 мин        |                                            |
| 23 | 20,5 км               | 10,25 км       | 44                         | 32 мин        |                                            |
| 25 | 11,5 км               | 5,75 км        | 34                         | 23 мин        | Один рейс в день, работает только в будние |
| 28 | 24,5 км               | 12,25 км       | 45                         | 45 мин        |                                            |
| 29 | 20,09 км              | 10,45 км       | 46                         | 47 мин        |                                            |
| 32 |                       |                |                            |               |                                            |
| 33 | 28,4 км               | 14,2 км        | 58                         | 54 мин        |                                            |
| 35 | 17,5 км               | 8,75 км        | 31                         | 33 мин        |                                            |